# Pomrad
Pomrad (pseudoniem van Adriaan Van De Velde) is een Antwerpse keyboardspeler en performer die elektronische hiphop brengt.
In 2012 bracht hij in eigen beheer de EP Vlotjes uit, die vier nominaties opleverden op de Red Bull Electropedia Awards in de categorieën Artist of the Year, Breakthrough Artist, Best Live Act en Best Album. 
In 2013, 2015 en 2016 speelde Pomrad op Pukkelpop. In 2015 trad hij op op Les Nuits Botanique en speelde hij met Selah Sue een Radio 1-sessie.

## Discografie
- 2012 Vlotjes (EP - Earnest Endavours)
- 2013 This Day (EP - Earnest Endavours)
- 2016 Knights (album - On and On)
- 2025 Silver Blue (album - Syrup)

- International Standard Name Identifier: 0000 0004 5984 3520
- MusicBrainz: c1e2522c-9683-4992-8b12-374cf89fc5b9
- Virtual International Authority File: 77148933654754302424